# Olexa Borkaňuk
Olexa Borkaňuk (11. ledna 1901 Jasiňa – 3. října 1942 Budapešť) byl československý politik rusínské národnosti a meziválečný poslanec Národního shromáždění za Komunistickou stranu Československa.

## Biografie
Původní profesí byl rolníkem. Členem KSČ se stal roku 1925. V období let 1926–1929 pobýval v SSSR. Pak se vrátil do Československa a byl předsedou podkarpatoruského Komsomolu (Československý Komsomol) a redaktorem stranického tisku. Od roku 1934 zastával funkci krajského tajemníka strany. Roku 1936 se stal členem ÚV KSČ.
Po parlamentních volbách v roce 1935 se stal poslancem Národního shromáždění. Mandát ovšem nezískal ihned ve volbách, ale až později v říjnu 1935, když volební soud odepřel potvrdit mandát Ivana Lokoty a přidělil poslanecké křeslo jako náhradníkovi právě Olexovi Borkaňukovi. Profesí byl rolník. Podle údajů z roku 1935 bydlel v Mukačevě. Mandát si podržel do prosince 1938, kdy byl zbaven křesla v důsledku rozpuštění KSČ.
Poté se vrátil na Podkarpatskou Rus, odkud se mu podařilo po obsazení země Maďarskem v březnu 1939 uprchnout do SSSR. Zprvu pracoval v aparátu Kominterny. 5. ledna 1942 byl v čele skupiny parašutistů (desant KOM – B) vysazen na okupovaném území, avšak již 12. ledna zatčen maďarskými orgány. V říjnu byl v Budapešti odsouzen k trestu smrti a 3. října 1942 popraven.
Ačkoliv byl zatčen krátce po seskoku a neměl příležitost rozvinout odbojovou činnost, byl v předvečer 20. výročí konce druhé světové války vyznamenán in memoriam titulem Hrdina SSSR.
Památníky Olexy Borkaňuka byly postaveny v podkarpatoruských městech Jasiňa a Rachov.

## Galerie

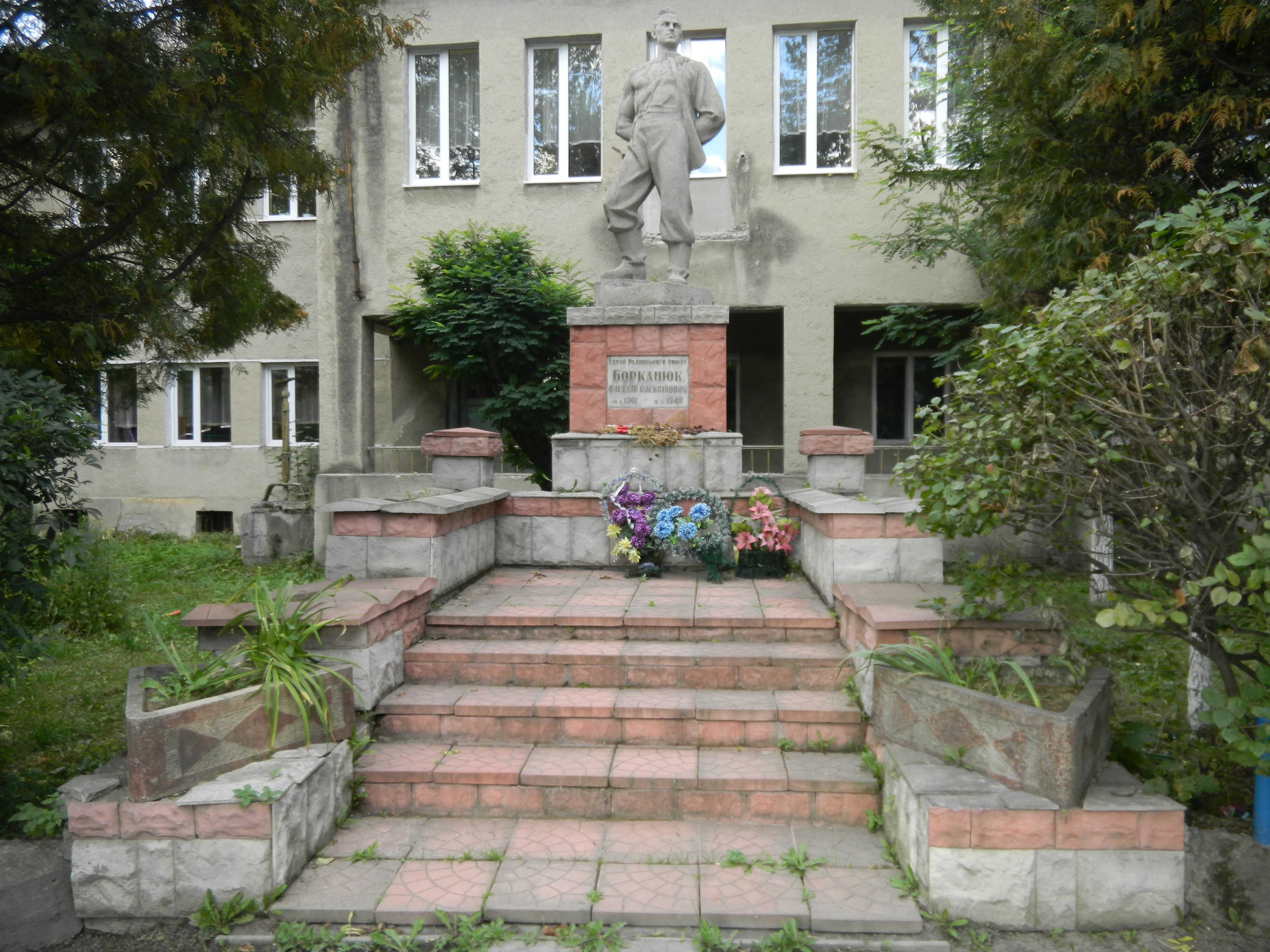
Pomník Olexy Borkaňuka v Jasini